# Sutherland (Escócia)
Sutherland (em escocês gaélico: Cataibh; em nórdico antigo: Súðrland), que corresponde a parte da antiga província picta de Cait, é um antigo condado e uma região de tenência nas Terras Altas do norte da Escócia. Entre 1975 e 1996, Sutherland foi um distrito dessa região.
A capital do condado, e único burgo do mesmo, é Dornoch. Outros assentamentos são Bonar Bridge, Lairg, Brora, Durness, Embo, Tongue, Golspie, Helmsdale, Lochinver e Kinlochbervie.
A população do condado, de acordo com o Censo do Reino Unido de 2011, era de 12,650 habitantes. O condado de Sutherland tinha 5,252 km².

## Etimologia
O topónimo Sutherland foi atribuído pelos vikings, que primeiro se estabeleceram na área, significando "terra do sul".

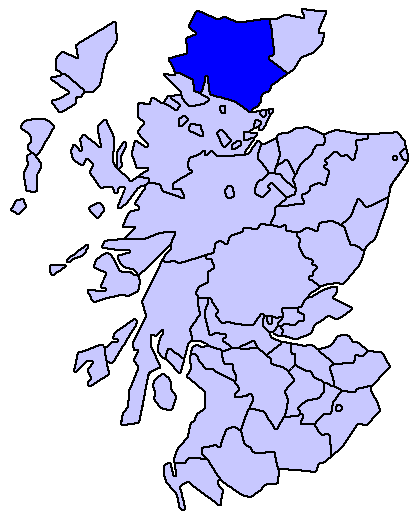
Território de Sutherland (Escócia)

## Localização
Sutherland faz fronteira com o condado de Caithness a nordeste, com o condado de Ross e Cromarty a sul, com o oceano Atlântico a norte e oeste e com o Mar do Norte a sudeste.
Os principais picos de Sutherland são Ben More Assynt (998 m), Ben Kilbreck (961 m) e Ben Loyal.
O território Sutherland é caracterizado pelo número considerável de lagos ou lochs, que no seu conjunto ocupam uma área igual a 100 km².
Entre eles estão Loch Shin (o maior do condado), Loch Assynt e Loch Loyal.
O maior rio da região é o Oykell, com 55 km de extensão.

## História
Originalmente, a área era conhecida, no nordeste, como Dùthaich MhicAoidh (ou Dùthaich 'IcAoidh), ou seja, "terra do Clã Mackay", na sua parte ocidental como Asainte ou Assynt e na parte oriental como Cathaib, um termo frequentemente usado em gaélico para se referir a todo o condado de Sutherland.
Sutherland tornou-se, mais tarde, um dos 34 condados da Escócia e assim permaneceu em 1890, quando os condados foram reduzidos a 33, até 1975, quando os condados foram extintos, quando foram criadas 12 novas regiões.
Em 1996, com a nova reorganização administrativa da Escócia, que previa a abolição das regiões, Sutherland foi incluído na área administrativa de Highland. Na Câmara dos Comuns do Reino Unido, Sutherland é representado no colégio Caithness, Sutherland e Easter Ross.